# (29614) Sheller
(29614) Sheller est un astéroïde de la ceinture principale.

## Description
(29614) Sheller est un astéroïde de la ceinture principale. Il fut découvert le 22 septembre 1998 à Caussols par le programme ODAS. Il présente une orbite caractérisée par un demi-grand axe de 2,23 UA, une excentricité de 0,12 et une inclinaison de 3,5° par rapport à l'écliptique.
Il est nommé d'après le chanteur français William Sheller.